# 칸타빌레
칸타빌레(이탈리아어: cantabile)는 음악 용어 중 하나로, '노래하듯이'(singable, songlike)라는 뜻이다.
음악에서 칸타빌레(cantabile)는 이탈리아어로 문자 그대로 "노래할 수 있는" 또는 "노래 같은"을 의미한다. 기악에서는 인간의 목소리를 모방하도록 고안된 특정한 연주 스타일이다.
18세기 작곡가에게 칸타빌레는 종종 "cantando"(노래)와 동의어였으며 측정된 템포와 유연한 레가토 연주를 나타낸다. 후기 작곡가들, 특히 피아노 음악에서 칸타빌레는 반주에 대항하여 하나의 특정 음악 라인을 끌어내는 것이다.(대위법) 펠릭스 멘델스존(Felix Mendelssohn)의 6권의 Songs Without Words는 1829년에서 1845년 사이에 작곡된 노래와 같은 멜로디가 있는 짧은 서정적인 피아노 곡이다. 현대적인 예는 "Trumpet Blues and Cantabile"이라고 하는 해리 제임스와 그의 오케스트라(Harry James & His Orchestra)의 기악이다.
칸타빌레 무브먼트 또는 간단히 "칸타빌레"는 더블 아리아의 전반부 다음에 카발레타가 뒤따르는 것이다. 칸타빌레 악장은 구조화되고 일반적으로 더 빠른 카발레타와 대조하기 위해 더 느리고 더 자유로운 형식이 된다. 루이 슈포어는 자신의 바이올린 협주곡 8번 "in moda d'una scena cantata", "in the way of a song [operatic] scene"이라는 부제를 붙였다. 오페라 아리아는 현악기를 위한 낭만주의 작문에서 "노래할 수 있는" 칸타빌레 선율에 강한 영향을 미쳤다.